# Bangor (Wales)
 For alternative betydninger, se Bangor. (Se også artikler, som begynder med Bangor)
Bangor er en lille by i Gwynedd i det nordlige Wales. Den er en af Wales mindste byer med status af city i Storbritannien. Af de omkring 20 000 indbyggere er omkring en tredjedel studenter ved Bangor University.
Byen voksede op omkring en domkirke som blev grundlagt af St. Deiniol i starten af 500-tallet. Navnet Bangor stammer fra det kymriske ord for et område; sandsynligvis hentyder det til det område, som domkirken lå på. Den nuværende domkirke er bygget meget senere og er blevet ombygget utallige gange. Bangors stift er et af de ældste i Storbritannien.
Bangor var værtsby for den nationale eisteddfod i 1890, 1902, 1915, 1931, 1940, 1943, 1971 og 2005 samt et uofficielt eisteddfodarrangement i 1874.
Byen er hjemsted for Garth Pier, en mole som, med sine 472 meter, er den næstlængste i Wales og den 9. længste i Storbritannien.
På grund af de hårde økonomiske vilkår i efterkrigstiden forfaldt den og i 1974 var den næsten totalt ødelagt. Det lykkedes dog lokalbefolkningen at redde og den blev en af de tre bedst bevarede moler fra denne periode. Renoveringen foregik i perioden fra 1982 til 1988.
Bangor fodboldhold, Bangor City FC, spiller i den walisiske nationale liga. Bangor City har vundet flere turneringer og mesterskaber og har repræsenteret Wales i europæiske mesterskaber